# (3335) Quanzhou
(3335) Quanzhou – planetoida z pasa głównego asteroid okrążająca Słońce w ciągu 4 lat i 80 dni w średniej odległości 2,61 j.a. Została odkryta 1 stycznia 1966 roku w Obserwatorium Astronomicznym Zijinshan w Nankin. Nazwa planetoidy pochodzi od historycznego miasta Quanzhou, położonego na południowo-wschodnim wybrzeżu Chin. Przed nadaniem nazwy planetoida nosiła oznaczenie tymczasowe (3335) 1966 AA.